# Teinobasis filum
Teinobasis filum là một loài chuồn chuồn kim trong họ Coenagrionidae.
Teinobasis filum được Brauer miêu tả khoa học năm 1868.